# Эртуганов, Хамит Юзефович
Хамит Юзефович Эртуганов (род. 27 декабря 1938) — советский хоккеист, вратарь.

## Биография
Сезон 1956/57 начал в молодёжной команде «Динамо» (Москва). Выступал за Дом офицеров / СКВО Владимир (1956/57 — 1957/58), МВО Калинин (1958/59 — 1959/60), ДК «Электросталь» / «Электросталь» (1960/61 — 1963/64),
«Локомотив» Москва (1964/65), «Спартак» Рязань (1965/66).